# Сагрон Мис
Сагро̀н Мѝс (на италиански: Sagron Mis) е община в Северна Италия, автономна провинция Тренто, автономен регион Трентино-Южен Тирол. Административен център на общината е село Сагрон (Sagron), което е разположено на 1062 m надморска височина. Населението на общината е 182 души (към 2018 г.).